# Obljaj
Obljaj är en by i Kanton 10 i nordvästra Bosnien och Hercegovina. Obljaj är beläget nära gränsen till Kroatien. I byn föddes Gavrilo Princip.